# Easington
Easington este un oraș și un district ne-metropolitan din Regatul Unit, reședința comitatului County Durham, în regiunea East Anglia. Districtul are o populație de 94.000 locuitori, din care 2.302 locuiesc în orașul propriu zis Easington. 
Orașul este format din vechiul sat Easington și din orașul minier Easington Colliery. În urma declinului industriei miniere în regiune, zona este afectată de probleme economice importante, fiind unul din orașele engleze cu ce amai mare rată a șomajului. Orașul a servit drept decor la filmarea filmului Billy Elliot în anul 2000.

## Orașe din district
- Easington
- Peterlee

## Personalități născute aici
- Alexander Philips Nixon McAteer (n. 1964), soțul principesei Elena a României.